# Armoriale dei comuni delle Ardenne
Questa pagina contiene le armi (stemma e blasonatura) dei comuni francesi del dipartimento delle Ardenne.
| Stemma | Nome del comune e blasonatura |
| ------ | --- |
|        | Acy-Romance Ecartelé, au 1er d'argent au lion de sable armé et lampassé de gueules, aux deux et trois d'azur semé de fleurs de lis d'or au franc-canton d'argent chargé d'une merlette de sable, au quatre de gueules à une quintefeuille d'argent (inquartato: nel 1º d'argento, al leone di nero, armato e lampassato di rosso; nel 2º e 3º d'azzurro, seminato di gigli d'oro, al canton franco d'argento, caricato di un merlotto di nero; nel 4º di rosso, alla cinquefoglie d'argento) |
|        | Alland'Huy-et-Sausseuil Coupé : au 1) d'argent au sautoir de gueules chargé d'un lion d'or au 2) d'azur au croissant d'or accosté de deux pots à anse et à bec affrontés d'argent (troncato: nel 1º d'argento, al decusse di rosso, caricato di un leone d'oro; nel 2º d'azzurro, al crescente d'oro, accostato da due vasi con ansa e becco affrontati d'argento) |
|        | Les Alleux De gueules au chevron d'or accompagné, en chef de feux flèches d'argent et , en pointe, d'un croissant du même, au chef cousu d'azur chargé de trois étoiles aussi d'or (di rosso, allo scaglione d'oro, accompagnato, in capo, da due frecce d'argento e, in punta, da un crescente dello stesso; al capo cucito d'azzurro, caricato di tre stelle pure d'oro) |
|        | Antheny De gueules aux deux épées d'argent passées en sautoir, cantonnées, en chef et en pointe, de deux besants d'or, au chef du même chargé d'une fleur de lys de sinople accostée de deux trèfles du même (Di rosso, a due spade d'argento passate in decusse, accantonate in capo e in punta da due bisanti d'oro; al capo dello stesso, caricato di un giglio di verde, accostato da due trifogli dello stesso) |
|        | Aouste D'argent au lion de sable surmonté d'une trangle bretessée et contre bretessée de gueules, à la bordure de sinople (d'argento, al leone di nero, sormontato da una trangla merlata e contromerlata di rosso; alla bordura di verde) |
|        | Artaise-le-Vivier D'azur aux deux sceptres fleurdelysés d'or passés en sautoir, cantonnés , en chef d'une croisette du même et en pointe, d'un écusson de gueules aux trois fasces d'or (d'azzurro, a due scettri fiordalisati d'oro passati in decusse, accantonati in capo da una crocetta dello stesso e in punta da uno scudetto di rosso, a tre fasce d'oro) |
|        | Attigny D'or à l'aigle bicéphale de sable, becquée, lampassée et membrée de gueules (d'oro, all'aquila bicipite di nero, rostrata, lampassata e membrata di rosso) |
|        | Aubigny-les-Pothées D'azur à la croix d'argent cantonnée de quatre fleurs de lys d'or (d'azzurro, alla croce d'argento, accantonata da quattro gigli d'oro) |
|        | Aubrives Taillé : au 1) d'azur au soleil d'or mouvant du canton dextre, au 2) de sinople aux deux agneaux d'argent rangés en barre ; au bâton d'or en barre brochant sur la partition ; le tout posé sur une champagne ondé de sinople ; à la divise ondée d'argent brochant sur le trait de la champagne (tagliato: nel 1º d'azzurro, al sole d'oro movente dal canton destro; nel 2º di verde, a due agnelli d'argento, ordinati in sbarra; al bastone d'oro in sbarra, attraversante sulla partizione; il tutto posto su una campagna ondata di verde; alla divisa ondata d'argento attraversante sulla linea della campagna) |
|        | Auflance D'or à la bande de sable chargé de trois fleurs de lys d'argent, côtoyée de deux cotices de sable, au chef de gueules (d'oro, alla banda di nero, caricata di tre gigli d'argento, accostata da due cotisse di nero; al capo di rosso) |
|        | Auge Taillé : au 1) d'azur aux trois étoiles d'or en orle, au 2) de gueules au coq d'or (tagliato: nel 1º d'azzurro, a tre stelle d'oro poste in orlo; nel 2º di rosso, al gallo d'oro) |
|        | Authe Parti de sinople et de gueules au rencontre de loup d'argent brochant sur la partition, au chef cousu de sable chargé de trois fleurs de lys d'argent (partito di verde e di rosso, al rincontro di lupo d'argento attraversante sulla partizione; al capo cucito di nero, caricato di tre gigli pure d'argento) |
|        | Autrecourt-et-Pourron D'or à la barre d'azur chargée de trois étoiles de six rais d'argent posées à plomb, accompagnée en chef d'un croissant de gueules et en pointe d'une feuille de chêne de sinople posée en barre (d'oro, alla sbarra d'azzurro, caricata di tre stelle di sei raggi d'argento, poste a piombo, accompagnata in capo da un crescente di rosso e in punta da una foglia di quercia di verde posta in sbarra) |
|        | Auvillers-les-Forges Divisé en chevron : au 1) de gueules aux deux fleurs de lys d'argent, au 2) d'azur à la tenailles de forge d'or posée en bande et au marteau du même brochant en barre ; au chevron d'or brochant sur la partition (troncato in scaglione: nel 1º di rosso, a due gigli d'argento; nel 2º d'azzurro, alla tenaglia da forgia d'oro, posta in banda, e al martello dello stesso, attraversante in sbarra; allo scaglione d'oro, attraversante sulla partizione) |
|        | Avançon D'azur à la fleur de lys d'argent accompagnée de trois étoiles d'or (d'azzurro, al giglio d'argento, accompagnato da tre stelle d'oro) |
|        | Les Ayvelles D'argent au sautoir de gueules cantonné, en chef et en pointe, de deux lions de sable armé et lampassé aussi de gueules et aux flancs, de deux molettes d'éperon de cinq rais aussi de sable (d'argento, alla croce di Sant'Andrea di rosso, accantonata, in capo e in punta, da due leoni di nero, armati e lampassati pure di rosso e, ai fianchi, da due rotelle di sperone di cinque raggi pure di nero) |
|        | Balaives-et-Butz De gueules à la croix cantonnée de quatre billettes du même, au chef cousu d'azur chargé d'un léopard d'argent (di rosso, alla croce d'oro, accantonata da quattro biglietti dello stesso; al capo cucito d'azzurro, caricato di un leopardo d'argento) |
|        | Balan Partie : au 1) d'azur au chevron d'or, au 2) d'argent à la fasce de gueules chargé d'une étoile d'or accompagné de deux merlettes de sable, une en chef et une en pointe (partito: nel 1º d'azzurro, allo scaglione d'oro; nel 2º d'argento, alla fascia di rosso, caricata di una stella d'oro, accompagnata da due merlotti di nero, uno in capo e uno in punta) |
|        | Balham D'azur au chevron d'or accompagné de trois glands du même, au chef aussi d'or chargé de deux étoiles de gueules (d'azzurro, allo scaglione d'oro, accompagnato da tre ghiande dello stesso; al capo pure d'oro, caricato di due stelle di rosso) |
|        | Banogne-Recouvrance Parti de gueules et d'azur aux trois épis de blé d'or liés du même brochant sur la partition, au chef aussi d'or chargé de trois merlettes de sable (partito di rosso e d'azzurro, a tre spighe di grano d'oro, legate dello stesso, attraversanti sulla partizione; al capo pure d'oro, caricato di tre merlotti di nero) |
|        | Bazeilles Coupé : au 1) au I d'or aux trois pointes flamboyantes de gueules et au II d'azur à l'ancre d'or, au 2) de gueules à la legion d'honneur au naturel (semipartito troncato: nel 1º d'oro, a tre punte fiammeggianti di rosso; nel 2º d'azzurro, all'ancora d'oro; nel 3º di rosso, alla legion d'onore al naturale) |
|        | Belleville-et-Châtillon-sur-Bar De gueules au sautoir engrêlé d'or chargé d'une étoile de sable, au chef cousu d'azur chargé de'une fleurs de lys aussi d'or accostée de deux roses d'argent (di rosso, al decusse spinato d'oro, caricato di una stella di nero; al capo cucito d'azzurro, caricato di un giglio pure d'oro, accostato da due rose d'argento) |
|        | Bergnicourt D'azur à la croix d'argent chargée d'un fer de moulin de gueules, cantonnée de quatre fleurs de lys d'or (d'azzurro, alla croce d'argento, caricata di un ferro da mulino di rosso, accantonata da quattro gigli d'oro) |
|        | Bertoncourt De gueules aux cinq annelets d'or ordonnés en sautoir, au chef cousu d'azur chargé de trois molettes d'éperon d'argent (di rosso, a cinque anelli d'oro, ordinati in decusse; al capo cucito d'azzurro, caricato di tre rotelle di sperone d'argento) |
|        | La Besace D'argent au lion de sable armé, lampassé et couronné de gueules accosté en pointe de deux glands de sinople, au chef aussi de gueules chargé de quatre mouchetures d'hermine du champ (d'argento, al leone di nero, armato, lampassato e coronato di rosso, accostato in punta da due ghiande di verde; al capo pure di rosso, caricato di quattro moscature d'armellino del campo) (in realtà il disegno presenta le ghiande nel capo e non nella punta) |
|        | Biermes d De sinople à la roue de moulin d'or soutenue d'une divise ondée d'argent au chef cousu de gueules chargé de deux râteaux démanchés de six dents aussi d'or (di verde, alla ruota da mulino d'oro, sostenuta da una divisa ondata d'argento; al capo cucito di rosso, caricato di due rastrelli senza manico di sei denti pure d'oro) |
|        | Blanchefosse-et-Bay D'azur à la fleurs de lys d'or accompagnée en chef, de trois étoiles du même mal ordonnées et en pointe d'un croissant d'argent (d'azzurro, al giglio d'oro, accompagnato, in capo, da tre stelle male ordinate dello stesso e, in punta, da un crescente montante d'argento) |
|        | Blombay parti : au 1) d'azur à la croix d'argent, au 2) de gueules à la crosse d'or accostée de deux fleurs de lys du même (Partito: nel 1º d'azzurro, alla croce d'argento; nel 2º di rosso, al pastorale d'oro, accostato da due gigli dello stesso) |
|        | Bogny-sur-Meuse D'azur aux trois fleurs de lys d'or, au bâton péri de gueules en bande au chef cousu du même chargé de trois annelets, entrelacés d'argent rangés (d'azzurro, a tre gigli d'oro, al bastone scorciato di rosso in banda; al capo cucito dello stesso, caricato di tre anelletti intrecciati d'argento, ordinati in fascia) |
|        | Bosseval-et-Briancourt Tranché de sinople et d'or aux deux arbres arrachés de l'un à l'autre rangés en barre, à la divise ondée d'azur brochant en pointe sur la partition, au chef cousu de gueules chargé de deux râteaux démanchés de six dents aussi d'or (trinciato di verde e d'oro, a due alberi sradicati dell'uno nell'altro, ordinati in sbarra, alla divisa ondata d'azzurro, attraversante in punta sulla partizione; al capo cucito di rosso, caricato di due rastrelli senza manico, di sei denti, pure d'oro) |
|        | Bossus-lès-Rumigny D'or à la bande de gueules côtoyées de deux cotices de sinople, crénelée à senestre et bastillée à dextre, et accompagnée de deux fleurs de lis du même (d'oro, alla banda di rosso, accostata da due cotisse merlate addossate e accompagnata da due gigli dello stesso) |
|        | Boult-aux-Bois De gueules à la croix d'argent chargée d'une croix de Malte du champ, cantonnée en chef à dextre d'une feuille de frêne posée en bande, en chef à senestre d'une feuille de hêtre posée en barre, en pointe à dextre d'une feuille de chêne posée en barre, en pointe à senestre d'uen feuille d'érable posée en bande, le tout d'or (di rosso, alla croce d'argento, caricata di una croce di Malta del campo, accantonata in capo a destra da una foglia di frassino posta in banda, in capo a sinistra da una foglia di faggio posta in sbarra, in punta a destra da una foglia di quercia posta in sbarra, in punta a sinistra da una foglia d'acero posta in banda, il tutto d'oro)                                           |
|        | Bourcq De gueules à la lettre B capitale d'or surmontée de deux râteaux démanchés de six dents du même (di rosso, alla lettera B maiuscola d'oro, sormontata da due rastrelli senza manico di sei denti dello stesso) |
|        | Bouvellemont D'or au moulin à vent de gueules aux ailes de sinople, ouvert et ajouré du champ, posé sur un mont aussi de sinople mouvant de la pointe, au chef aussi de gueules chargé de trois pommes tigées et feuillées du champ (d'oro, al mulino a vento di rosso, con le pale di verde, aperto e finestrato del campo, posto su un monte pure di verde movente dalla punta; al capo pure di rosso, caricato di tre mele fustate e fogliate del campo) |
|        | Brévilly D'or à la bande tortillée d'azur et d'argent, accompagnée en chef d'une tour de gueules ouverte et ajourée du champ et en pointe d'une billette couchée aussi de gueules prise entre deux tourteaux aussi d'azur l'un sur l'autre (d'oro, alla banda attortigliata d'azzurro e d'argento, accompagnata in capo da una torre di rosso aperta e finestrata del campo, e in punta da un biglietto coricato pure di rosso, stretto fra due torte, pure d'azzurro, poste l'una sull'altra) |
|        | Brieulles-sur-Bar De gueules à l'arbre arraché d'or chargé d'une lettre B capitale du champ, surmonté d'une fleur de lys d'or accostée de deux râteaux démanchés de six dents du même (di rosso, all'albero sradicato d'oro, caricato dalla lettera B maiuscola del campo, sormontato da un giglio d'oro, accostato da due rastrelli senza manico, di sei denti dello stesso) |
|        | Brognon De sinople à la bande ondée d'or chargée d'une merlette de gueules posée à plomb, accompagnée en chef, d'une fleur de lys aussi d'or et en pointe d'un croissant du même (di verde, alla banda ondata d'oro, caricata di un merlotto di rosso posto a piombo, accompagnata in capo da un giglio pure d'oro e in punta da un crescente montante dello stesso) |
|        | Carignan D'azur à la fasce d'or chargé d'un cœur du champ (d'azzurro, alla fascia d'oro, caricata di un cuore del campo) |
|        | Charleville (il comune ora è divenuto parte del nuovo comune di Charleville-Mézières) D'azur au dextrochère de carnation mouvant du flanc senestre d'une nuée d'argent, armé d'une épée haute d'argent à la garde d'or, entre deux rameaux, l'un à dextre de palmier, l'autre à senestre d'olivier, de sinople, la pointe de l'épée surmontée d'un soleil d'or (d'azzurro, al destrocherio di carnagione movente dal fianco sinistro da una nube d'argento, armato di una spada alta d'argento con la guardia d'oro, tra due rami, una palma a destra posta in banda e un ramo d'olivo a sinistra posto in sbarra, entrambi di verde, con la punta della spada sormontata da un sole d'oro)                                                       |
|        | Charleville-Mézières D'azur au dextrochère de carnation mouvant du flanc senestre d'une nuée d'argent, armé d'une épée haute d'argent à la garde d'or, entre deux rameaux, l'un en bande à dextre de palmier, l'autre en barre à senestre d'olivier, de sinople, la pointe de l'épée surmontée d'un soleil d'or, au chef cousu de gueules à deux râteaux d'or (d'azzurro, al destrocherio di carnagione movente dal fianco sinistro da una nube d'argento, armato di una spada alta d'argento alla guardia d'oro, tra due rami, una palma a destra posta in banda e un ramo d'olivo a sinistra posto in sbarra, entrambi di verde, con la punta della spada sormontata da un sole d'oro; al capo cucito di rosso, a due teste di rastrello d'oro) |
|        | Le Châtelet-sur-Retourne De gueules aux deux râteaux démanchés d'or, soutenus de la lettre C capitale du même (di rosso, a due rastrelli senza manico d'oro, sostenuti dalla lettera C maiuscola dello stesso) |
|        | Le Châtelet-sur-Sormonne Parti : au 1) d'azur à la tour droite crénelée de cinq pièces d'argent, ouverte et ajourée du champ, maçonnée de sable, soutenue d'une jumelle ondée aussi d'argent, au 2) de gueules à l'aigle au vol abaissé d'argent (partito: nel 1º d'azzurro, alla torre dritta, merlata di cinque pezzi d'argento, aperta e finestrata del campo, murata di nero, sostenuta da una gemella ondata pure d'argento; nel 2º di rosso, all'aquila dal volo abbassato d'argento) |
|        | Chaumont-Porcien D'azur à la croix alésée surmontée d'un croissant accosté de deux fleurs de lys, soutenue d'un lion, le tout d'argent (d'azzurro, alla croce scorciata, sormontata da un crescente accostato da due gigli, e sostenuta da un leone, il tutto d'argento) |
|        | Chéhéry D'or au sautoir de gueules cantonné, en chef et en pointe de deux merlettes de sable, et aux flancs de deux croissants du même, au chef de beffroi d'une tire (d'oro, al decusse di rosso, accantonato, in capo e in punta, da due merlotti di nero, e nei fianchi da due crescenti dello stesso; al capo di gran vaio di una fila) |
|        | Le Chesne D'azur au chêne d'or posée sur un tertre du même, surmonté d'une colombe d'argent mouvant du canton dextre du chef d'une nuée aussi d'or et tenant en son bec la sainte ampoule de gueules (D'azzurro, alla quercia d'oro, posta su un poggio dello stesso, sormontata da una colomba d'argento movente dal cantone destro del capo da una nuvola pure d'oro e tenente nel becco la santa Ampolla di rosso) |
|        | Clavy-Warby D'azur à la clef d'argent, le panneton en forme de lettre C et l'anneau en losange ajouré en forme de lettre W, à la cotices de gueules brochant sur le tout (d'azzurro, alla chiave d'argento, col congegno a forma di lettera C e con l'anello a losanga forata a forma di W, alla cotissa di rosso attraversante sul tutto) |
|        | Cliron De gueules au chevron d'argent accompagné, en chef, de deux fleurs de lys d'or et en pointe, d'une plante de fougère arrachée du même (di rosso, allo scaglione d'argento, accompagnato, in capo, da due gigli d'oro e, in punta, da una pianta di felce sradicata dello stesso) |
|        | Cornay Parti, en 1 burelé d'or et de gueules, et en 2 d'argent au lion d'azur armé, lampassé et couronné de gueules (Partito: nel 1º burellato d'oro e di rosso; nel 2º dargu, al leone d'azzurro, armato, lampassato e coronato di rosso) |
|        | Les Deux-Villes Parti : au 1) de sinople au besant d'or en pointe, au 2) de gueules à la croisettes recroisetée au pied fiché d'or en chef ; à la cotice d'argent brochant sur le tout (partito: nel 1º di verde, al bisante d'oro in punta; nel 2º di rosso, alla crocetta ricrocettata e dal piede fitto d'oro in capo; alla cotissa d'argento attraversante sul tutto) |
|        | Dom-le-Mesnil De gueules au pal d'or maçonné de sable, accosté de deux étoiles aussi d'or, au chef cousu aussi de sable chargé d'une fleur de lys d'argent accostée de deux merlettes affrontées du même (di rosso, al palo d'oro, murato di nero, accostato da due stelle pure d'oro; al capo cucito pure di nero, caricato di un giglio d'argento, accostato da due merlotti affrontati dello stesso) |
|        | Donchery De gueules aux deux râteaux démanchés d'or, soutenus de la lettre D capitale du même (di rosso, a due rastrelli senza manico d'oro, sostenuti dalla lettera D maiuscola dello stesso) |
|        | Doux Parti : au 1) d'argent à l'arbre arraché de sinople, au 2) de gueules au chevron d'argent ; le tout sommé d'un chef d'azur chargé de trois étoiles d'argent (partito: nel 1º d'argento, all'albero sradicato di verde; nel 2º di rosso, allo scaglione d'argento; al capo d'azzurro, caricato di tre stelle d'argento) |
|        | Douzy D'azur aux onze billettes d'or ordonnées trois, trois, trois et deux (d'azzurro, a undici plinti d'oro ordinati 3, 3, 3 e 2) |
|        | Écordal D'argent aux cinq mouchetures d'hermine de sable ordonnées 3 et 2 (d'argento, a cinque moscature d'armellino di nero, ordinate 3 e 2) |
|        | Élan D'azur à l'écusson ovale de gueules chargé de deux râteaux démanchés de six dents d'or l'un sur l'autre et d'une bordure du même au pourtour cannelé, surmonté d'une mitre posée en bande et d'une tête de crosse posée en barre, le tout aussi d'or (d'azzurro, allo scudetto ovale di rosso, caricato di due rastrelli senza manico di sei denti d'oro, l'uno sull'altro, alla bordura cannellata dello stesso, sormontato da una mitria posta in banda e da una testa di pastorale posta in barra, il tutto pure d'oro) |
|        | Estrebay D'azur à la croix d'argent chargée d'une croisette pattée de gueules en cœur, cantonnée de quatre étoiles d'or (d'azzurro, alla croce d'argento, caricata in cuore di una crocetta patente di rosso e accantonata da quattro stelle d'oro) |
|        | Étalle Coupé : au 1) d'azur à la croix d'argent, au 2) de gueules à la divise ondée d'argent (troncato: nel 1º d'azzurro, alla croce d'argento; nel 2º di rosso, alla divisa ondata d'argento) |
|        | Euilly-et-Lombut Coupé : au 1) d'argent à la bande de sable chargée de trois fleurs de lys du champ côtoyée de deux cotices aussi de sable, au 2) de gueules à la crosse d'argent accostée de deux croisettes recroisetées au pied fiché d'or (troncato: nel 1º d'argento, alla banda di nero caricata di tre gigli del campo, accostata da due cotisse pure di nero; nel 2º di rosso, al pastorale d'argento, accostato da due crocette ricrocettate e dal piede fitto d'oro) |
|        | Falaise Tranché au 1) d'argent au lion de gueules posé sur le trait de la partition et un pont d'une arche d'azur mouvant de la pointe et des flancs, au 2) de sinople à l'étoiles d'or (trinciato: nel 1º d'argento, al leone di rosso, posto sulla linea di partizione e un arco d'azzurro movente dalla punta e dai fianchi; nel 2º di verde, alla stella d'oro) |
|        | La Ferté-sur-Chiers De gueules aux deux lions léopardés d'argent colletés de sable passant l'un sur l'autre, au chef bastillé cousu d'azur chargé de trois besants d'or (di rosso, a due leoni illeoparditi d'argento, collarinati di nero, passanti l'uno sull'altro; al capo merlato cucito d'azzurro, caricato di tre bisanti d'oro) |
|        | Fleigneux Taillé : au 1) d'or à l'arbre arraché de sinople, au 2) de sinople à la roue de moulin d'or ; à la barre échiquetée d'argent et de gueules de trois tires brochant sur la partition (tagliato: nel 1º d'oro, all'albero sradicato di verde; nel 2º di verde, alla ruota da mulino d'oro; alla sbarra scaccata d'argento e di rosso di tre file attraversante sulla partizione) |
|        | La Francheville D'azur à la tierce en barre d'or, à la foi de carnation, brochant en bande, mouvant des flancs, parée d'or, portant deux bracelets de sable desquels pendent deux chaînes brisées du même, le tout accompagné en chef d'une chapelle d'argent et en pointe de six boulets du même ordonnés 1.2.3 (d'azzurro, alla terza in sbarra d'oro, alla fede di carnagione, attraversante in banda, movente dai fianchi, vestita d'oro, portante due braccialetti di nero da cui pendono due catene spezzate dello stesso, il tutto accompagnato in capo da una cappella d'argento e in punta da sei palle dello stesso, ordinate 1, 2 e 3)                                                                                                 |
|        | Fromelennes D'argent à la fasce de cinq fusées accolées de sable, au chef de gueules chargé de trois annelets d'or (d'argento, alla fascia di cinque fusi accollati di nero; al capo di rosso, caricato di tre anelletti d'oro) |
|        | Fromy Coupé : au 1) parti au I de gueules à l'annelet d'or au II d'argent au lion de gueules, au 2) de sinople aux trois fasces d'argent (semipartito troncato: nel 1º di rosso, al ciclamoro d'oro; nel 2º d'argento, al leone di rosso; nel 3º di verde, a tre fasce d'argento) |
|        | Fumay D'azur aux trois têtes de loup au naturel, celles su chef affrontées (d'azzurro, a tre teste di lupo al naturale, le due in capo affrontate) |
|        | Germont d De gueules au lion d'argent, au chef cousu de sable semé de feuilles de laurier d'or (di rosso, al leone d'argento; al capo cucito di nero, seminato di foglie d'alloro d'oro) |
|        | Gernelle D'argent à la bande de gueules chargée d'un cotice ondée du champ, côtoyée de deux cotices aussi de gueules, au chef d'azur chargé d'un léopard d'or (d'argento, alla banda di rosso, caricata di una cotissa ondata del campo, accostata da due cotisse pure di rosso; al capo d'azzurro, caricato di un leopardo d'oro) |
|        | Givet Coupé : au premier d'azur au sautoir d'or, au fusil de gueules brochant en pal, la gachette à senestre, au second d'azur aux trois tours d'or ouvertes et ajourées du champ, rangées sur une terrasse de sinople (troncato: nel 1º d'azzurro, al decusse d'oro, al fucile di rosso attraversante in palo, col grilletto a sinistra; nel 2º d'azzurro, a tre torri d'oro aperte e finestrate del campo, ordinate in fascia su una terrazza di verde) |
|        | Givonne d D'argent au chevron de gueules accompagné de trois hures de sanglier de sable (d'argento, allo scaglione di rosso, accompagnato da tre teste di cinghiale di nero) |
|        | Glaire D'azur au chevron d'argent accompagné, en pointe, d'une tour d'or ouverte et ajourée du champ, au chef cousu de gueules chargé d'une roue dentée adextrée d'un molette d'éperon et senestrée d'une étoile le tout aussi d'or (d'azzurro, allo scaglione d'argento, accompagnato in punta da una torre aperta e finestrata del campo; al capo cucito di rosso, caricato di una ruota dentata addestrata da una rotella di sperone e sinistrata da una stella, il tutto d'oro) |
|        | Grandpré Burelé d'or et de gueules (burellato d'oro e di rosso di dodici pezzi) |
|        | Les Grandes-Armoises Gironné d'or et d'azur de douze pièces à l'écusson parti d'argent et de gueules brochant en abîme (gheronato d'oro e d'azzurro di dodici pezzi, allo scudetto partito d'argento e di rosso, attraversante in abisso) |
|        | Guignicourt-sur-Vence D'azur au sautoir d'or chargé d'un lion de gueules en cœur, au chef d'argent chargé de trois fleurs de lys au pied nourri aussi de gueules (d'azzurro, alla croce di Sant'Andrea d'oro, caricata di un leone di rosso in cuore; al capo d'argento caricato di tre gigli dal pie' nodrito pure di rosso) |
|        | Hagnicourt D'or au sautoir de gueules au chef d'azur chargé d'un molette d'éperon du champ accostée de deux merlettes affrontées du même (d'oro, alla croce di Sant'Andrea di rosso; al capo d'azzurro, caricato di una rotella di sperone del campo, accostata da due merlotti affrontati dello stesso) |
|        | Hannogne-Saint-Martin D'azur à l'épée basse d'or accostée de deux pals d'argent, à la fasce de gueules chargée de trois étoiles aussi d'or brochant sur le tout (d'azzurro, alla spada bassa d'oro, accostata da due pali d'argento, alla fascia di rosso caricata da tre stelle pure d'oro, attraversante sul tutto) |
|        | Haraucourt De gueules à l'écusson d'azur bordé d'or chargé d'une tour crénelée de quatre merlons d'argent, accompagné de trois besants d'or. (di rosso, allo scudetto d'azzurro, bordato d'oro, caricato di una torre merlata di quattro pezzi d'argento, accompagnato da tre bisanti d'oro) |
|        | Harcy Parti : au 1) d'azur au lion d'or, au 2) d'or à la crosse d'azur accostée de deux feuilles de chêne de sinople ; le tout sommé d'un chef bastillé de cinq merlons de gueules (partito: nel 1º d'azzurro, al leone d'oro; nel 2º d'oro, al pastorale d'azzurro, accostato da due foglie di quercia di verde; il tutto cimato da un capo merlato di cinque pezzi di rosso) |
|        | Haudrecy D'argent au chevron d'azur accompagné en pointe d'une fleur de lys au pied nourri de gueules, au chef du même chargé de six vergettes d'or (d'argento, allo scaglione d'azzurro, accompagnato in punta da un giglio dal pie' nodrito di rosso; al capo dello stesso, caricato di sei verghette d'oro) |
|        | Haybes De gueules aux deux clefs passées en sautoir cantonnées, en chef d'une couronne royale fermée, le tout d'or (d'argento, a due chiavi passate in decusse, accantonate in capo da una corona reale chiusa, il tutto d'oro) |
|        | Hierges De gueules aux deux léopards contournés d'argent couronnés d'or, passant l'un sur l'autre (di rosso, a due leopardi rivoltati d'argento, coronati d'oro, passanti l'uno sull'altro) |
|        | Illy De sinople aux deux sabres d'argent garnies d'or passés en sautoir, accompagnés en chef d'une roue de moulin du même, au chef échiqueté d'argent et de gueules de trois tires (di verde, a due sciabole d'argento, guarnite d'oro, passate in decusse, accompagnate in capo da una ruota da mulino dello stesso; al capo scaccato d'argento e di rosso di tre file) |
|        | Issancourt-et-Rumel D'argent à la fasce de sinople chargée d'une divise ondée du champ, accompagnée de trois merlettes de sable, les deux affrontées, à la bordure de gueules (d'argento, alla fascia di verde, caricata di una divisa ondata del campo, accompagnata da tre merlotti di nero, i due in capo affrontati; alla bordura di rosso) |
|        | Juniville D'azur semé de fleurs de lys d'or à la croix brochante d'argent (d'azzurro, seminato di gigli d'oro, alla croce d'argento) |
|        | Lametz Parti : au premier d'argent au cœur croisé de gueules accompagné de cinq mouchetures d'hermine de sable ordonnées 2, 2 et 1, au second d'or au lion de gueules ; sur le tout au chef d'azur chargé de trois étoiles d'argent (partito: nel 1° d'argento, al cuore crociato di rosso accompagnato da cinque moscature d'armellino ordinate 2, 2 e 1; nel 2° d'oro, al leone di rosso; il tutto al capo d'azzurro, caricato di tre stelle d'argento) |
|        | Lançon D'argent au lion d'azur armé, lampassé et couronné de gueules, au chef du même chargé d'une croix pattée du champ (d'argento, al leone d'azzurro, armato, lampassato e coronato di rosso; al capo dello stesso, caricato di una croce patente del campo) |
|        | Launois-sur-Vence D'argent aux trois pals de gueules accompagnés de quatorze mouchetures d'hermine de sable ordonnées en pal 4.3.3.4 (d'argento, a tre pali di rosso, accompagnati da quattordici moscature d'armellino di nero ordinate in palo 4, 3, 3 e 4) |
|        | Laval-Morency D'or à l'étai renversé de sinople, à la divise ondée soudée d'argent brochant en fasce, surmontée d'une roue de moulin aussi de sinople, au chef d'azur chargé d'une croix aussi d'argent (d'oro, allo scaglionetto rovesciato di verde, alla divisa ondata, saldata d'argento, attraversante in fascia, sormontato da una ruota da mulino pure di verde; al capo d'azzurro, caricato di una croce pure d'argento) |
|        | Lépron-les-Vallées Coupé : au 1) d'azur à la croix d'argent, au 2) de gueules à la molette d'éperon d'argent, chaussé d'or (troncato: nel 1º d'azzurro, alla croce d'argento; nel 2º di rosso, alla rotella di sperone d'argento, calzato d'oro) |
|        | Létanne D'argent aux trois merlettes de sable posées sur une champagne d'azur, accompagnées au canton senestre d'une fleur de lys du même, et au franc canton aussi du même chargé d'un lion d'or. (d'argento, a tre merlotti di nero, posati su una campagna d'azzurro, accompagnati nel cantone sinistro del capo da un giglio dello stesso, e al canton franco pure dello stesso, caricato da un leone d'oro) |
|        | Liry D'azur à la fasce d'argent accompagnée de cinq étoiles d'or, deux en chef et trois en pointe, le tout surmonté d'un lambel aussi d'argent (d'azzurro, alla fascia d'argento, accompagnata da cinque stelle d'oro, due in capo e tre in punta, il tutto sormontato da un lambello pure d'argento) |
|        | Lonny D'azur à la lettre L capitale onciale d'or adextrée, en chef, d'une couronne comtale d'argent et soutenue d'une triskèle en spirale dextrogyre du même, au chef cousu de gueules chargé de six vergettes aussi d'argent (d'azzurro, alla lettera L onciale maiuscola d'oro, addestrata, in capo, da una corona comitale d'argento e sostenuta da una triscele in spirale destrogira dello stesso; al capo cucito di rosso, caricato di sei verghette pure d'argento) |
|        | Louvergny D'azur à l'agneau pascal d'argent, la tête contournée, portant dans sa pattée senestre une croix à longue hampe du même à laquelle pend une banderole aussi d'argent chargée d'une croisette de gueules au chef cousu du même (d'azzurro, all'agnello pasquale d'argento, la testa rivoltata, tenente con la zampa destra una croce con l'asta lunga dello stesso, da cui pende una banderuola pure d'argento caricata da una crocetta di rosso; al capo cucito dello stesso) |
|        | Lumes Parti d'azur et de gueules à l'aigle d'argent becquée et membrée d'or brochant sur le tout (partito d'azzurro e di rosso, all'aquila d'argento rostrata e membrata d'oro, attraversante sul tutto) |
|        | Marby Coupé : au 1) d'azur à la croix d'argent chargée d'une crosse épiscopale contournée de gueules, au 2) de gueules à la tour d'argent ouverte du champ (troncato: nel 1º d'azzurro, alla croce d'argento, caricata di un pastorale episcopale rivoltato di rosso; nel 2º di rosso, alla torre d'argento, aperta del campo) |
|        | Margny De gueules à la tête de lion arrachée et contournée d'or, mantelé de sinople à l'épée basse d'argent garnie d'or accostée de deux demi ramure de cerf du même posées en chevron renversé (di verde, alla spada bassa d'argento, guarnita d'oro, accostata da due rami di cervo dello stesso, posti in scaglione rovesciato, alla punta di rosso, caricata da una testa di leone strappata e rivoltata d'oro) |
|        | Marlemont D'or à la merlette de sable; mantelé d'azur chargé de deux fleurs de lis d'or (d'oro, al merlotto di nero; incappato d'azzurro, caricato di due gigli) |
|        | Matton-et-Clémency Parti : au 1) d'or à la bande de gueules chargée d'une roue de moulin d'argent posée à plomb, au 2) de gueules à la barre d'or chargée d'une étoile de huit rais de sable posée à plomb ; le tout sommé d'un chef de sinople chargé d'une enclume d'or (partito: nel 1º d'oro, alla banda di rosso, caricata da una ruota da mulino d'argento posta a piombo; nel 2º di rosso, alla sbarra d'oro, caricata di una stella di otto raggi di nero posta a piombo; il tutto cimato da un capo di verde, caricato di una incudine d'oro) |
|        | Maubert-Fontaine Parti : au 1) d'azur à la croix d'argent cantonnée de quatre fleurs de lys d'or au 2) coupé au I de gueules au lion issant d'argent et au II d'or à la bordure de sinople (partito: nel 1º d'azzurro, alla croce d'argento, accantonata da quattro gigli d'oro; nel 2º troncato: in I di rosso, al leone nascente d'argento e in II d'oro, alla bordura di verde) |
|        | Messincourt D'azur à la bande de gueules bordée d'argent chargée de trois étoiles d'or (d'azzurro, alla banda di rosso, bordata d'argento, caricata di tre stelle d'oro) |
|        | Mézières (il comune ora è divenuto parte del nuovo comune di Charleville-Mézières) De gueules, à deux rateaux d'or en chef, et à la lettre capitale M du même en pointe (di rosso, a due rastrelli d'oro in capo, e alla lettera maiuscola M dello stesso in punta) |
|        | Moiry Coupé : au 1) d'argent au lambel d'azur, chaque pendant chargé de trois besants du champ, au 2) parti au I fascé d'or et de gueules et au 2) d'argent à la bande de sable côtoyée de deux cotices du même (troncato semipartito: nel 1º d'argento, al lambello d'azzurro, ogni goccia caricata di tre bisanti del campo; nel 2º fasciato d'oro e di rosso; nel 3º d'argento, alla banda di nero, accostata da due cotisse dello stesso) |
|        | Montcornet De gueules aux six vergettes d'or (di rosso, a sei verghette d'oro) |
|        | Montcy-Notre-Dame D'argent au chêne arraché de sinople englanté d'or, au chef d'azur chargé de trois étoiles du champ (d'argento, alla quercia sradicata di verde, ghiandifera d'oro; al capo d'azzurro, caricato di tre stelle del campo) |
|        | Montgon D'azur aux trois fasce d'argent à l'aigle d'or brochant sur le tout, au chef cousu de gueules chargé d'une molette aussi d'or accostée de deux fleurs de lys au pied nourri aussi d'argent (d'azzurro, a tre fasce d'argento, all'aquila d'oro attraversante sul tutto; al capo cucito di rosso, caricato di una rotella di sperone pure d'oro, accostata da due gigli dal pie' nodrito pure d'argento) |
|        | Monthermé De gueules à la bordure engrêlée d'argent (di rosso, alla bordura spinata d'argento) |
|        | Monthois De gueules au croissant d'argent au chef du même chargé d'un lambel d'azur (di rosso, al crescente d'argento; al capo dello stesso, caricato da un lambello d'azzurro) |
|        | Neuflize D'azur au chevron d'or accompagné en pointe d'une branche de rosier garnie de trois roses d'argent tigéee et feuillée de deux pièces du même, au chef aussi d'argent chargé d'un croissant de sable accosté de deux étoiles de gueules (d'azzurro, allo scaglione d'oro, accompagnato in punta da un ramo di rosa fiorito di tre pezzi d'argento, fustato e fogliato di due pezzi dello stesso; al capo pure d'argento, caricato di un crescente di nero, accostato da due stelle di rosso) |
|        | Neufmanil Losangé d'argent et d'azur (losangato d'argento e d'azzurro) |
|        | La Neuville-à-Maire Parti : au 1) d'argent au lion de sable armé et lampassé de gueules, au 2) de gueules à la merlette d'or surmontée de deux râteaux démanchés de six dents du même (partito: nel 1º d'argento, al leone di nero, armato e lampassato di rosso; nel 2º di rosso, al merlotto d'oro, sormontato da due rastrelli senza manico di sei denti dello stesso) |
|        | La Neuville-aux-Joûtes Parti : au 1) d'or à la fasce de gueules chargée d'un alérion d'argent, au 2) de sinople à la fleur de lys d'argent ; le tout entouré d'une bordure de gueules chargée de 19 bessants d'argent, cinq en chef, six en pointe, quatre et quatre aux flancs (partito: nel 1º d'oro, alla fascia di rosso, caricata di un alerione d'argento; nel 2º di verde, al giglio d'argento; il tutto alla bordura di rosso caricata di 19 bisanti d'argento, cinque in capo, sei in punta e quattro e quattro nei fianchi) |
|        | Neuville-lez-Beaulieu d'or au double trescheur fleurdelysé et contre-fleurdelysé de sinople, à la bande de gueules chargée de trois alérions d'argent brochant sur le tout (d'oro, alla doppia cinta fiordalisata e controfiodalisata di verde, alla banda di rosso caricata di tre alerioni d'argento attraversante sul tutto) |
|        | Noirval D'argent au chevron renversé de sable accompagné de trois mouchetures d'hermine du même, au chef de gueules chargé d'une coquille du champ accostée de deux fers de lance du même (d'argento, allo scaglione rovesciato di nero, accompagnato da tre moscature d'armellino dello stesso; al capo di rosso, caricato di una conchiglia del campo accostata da due ferri di lancia dello stesso) |
|        | Nouart De gueules au lion d'or, au chef d'argent chargé d'un pal d'azur surchargé d'une fleur de lys aussi d'argent (di rosso, al leone d'oro; al capo d'argento, caricato di un palo d'azzurro, sovraccaricato di un giglio pure d'argento) |
|        | Novion-Porcien D'azur à la croix d'argent fleurdelysée d'or (d'azzurro, alla croce d'argento fiordalisata d'oro) |
|        | Nouvion-sur-Meuse Écartelé : au 1) et 4) d'argent au loup de sable, au 2) et 3) d'azur à la gerbe de blé d'or liée de sable (inquartato: nel 1º e 4º d'argento, al lupo di nero; nel 2º e 3º d'azzurro, al covone di grano d'oro, legato di nero) |
|        | Novy-Chevrières D'argent au sautoir de gueules cantonnée de quatre trèfles de sinople (d'argento, al decusse di rosso, accantonato da quattro trifogli di verde) |
|        | Omont De gueules à la lettre O capitale d'or Surmontée de deux râteaux démanchés de six dents du même (di rosso, alla lettera maiuscola O d'oro, sormontata da due rastrelli senza manico di sei denti dello stesso) |
|        | Osnes D'azur à la bande ondée d'argent chargée d'une roue de moulin de gueules posée à plomb, accompagnée de deux branches d'aulnes feuillées de quatre pièces d'or, celle du chef posée en bande et celle de la pointe renversée posée en barre (d'azzurro, alla banda ondata d'argento, caricata da una ruota di mulino di rosso posta a piombo, accompagnata da due rami d'ontano fogliati di quattro pezzi d'oro, quello in capo posto in banda e quello in punta rovesciato e posto in sbarra) |
|        | Les Petites-Armoises De gueules à la tige d'armoise commune feuillée d'or et fleurie d'argent, à la bordure gironnée d'or et d'azur de douze pièces (di rosso, al fusto di artemisia comune fogliato d'oro e fiorito d'argento; alla bordura gheronata d'oro e d'azzurro di dodici pezzi) |
|        | Puiseux Gironné d'or et d'azur de douze pièces; sur le tout, parti d'argent à la merlette de sable et de gueules à la fleur de lis d'or (gheronato d'oro e d'azzurro di dodici pezzi; sul tutto, partito d'argento, al merlotto di nero, e di rosso, al giglio d'oro) |
|        | Rethel De gueules à trois têtes de rateaux d'or posés 2 et 1 (di rosso, a tre teste di rastrello d'oro, ordinate 2 e 1) |
|        | Rimogne De gueules à l'aigle au vol abaissé d'argent (di rosso, all'aquila dal volo abbassato d'argento) |
|        | Rocroi D'azur, à trois croissants entrelacés d'argent, accompagnés de trois fleurs de lys d'or, deux en chef et une en pointe (d'azzurro, a tre crescenti intrecciati d'argento, accompagnati da tre gigli d'oro, due in capo e uno in punta) |
|        | Sailly Coupé : au 1) de gueules aux deux clefs d'argent passées en sautoir, au 2) d'argent aux trois épis de blé en gerbe de sinople (troncato: nel 1º di rosso, a due chiavi d'argento passate in decusse; nel 2º d'argento, a tre spighe di grano impugnate di verde) |
|        | Saint-Clément-à-Arnes Parti : au 1) d'azur aux deux clefs passées en sautoir, celle en bande d'or et celle en barre d'argent, soutenues, d'une divise ondée du même, au 2) d'argent au lion de gueules couronnée d'or (partito: nel 1º d'azzurro, a due chiavi in decusse, quella in banda d'oro e quella in sbarra d'argento, sostenute da una divisa ondata d'argento; nel 2º d'argento, al leone di rosso, coronato d'oro) |
|        | Saint-Étienne-à-Arnes D'azur à l'écusson d'argent accompagné, en chef à senestre, de trois épis de blé liés d'or et en pointe à dextre, d'un lièvre courant contourné du même allumé du champ, à la cotice cousue de gueules brochant sur l'écusson (d'azzurro, allo scudetto d'argento, accompagnato in capo a sinistra da tre spighe di grano legate d'oro e in punta a sinistra da una lepre corrente rivoltata dello stesso, illuminata del campo, alla cotissa cucita di rosso attraversante sullo scudetto) |
|        | Saint-Germainmont de gueules au lion d'or accosté de deux besants du même, au chef d'azur semé de billettes d'argent (di rosso, al leone d'oro, accostato da due bisanti dello stesso; al capo d'azzurro, seminato di biglietti d'argento) |
|        | Saint-Lambert-et-Mont-de-Jeux D'azur au pal d'argent chargé d'une ancre de sable, accosté de deux épées aussi d'argent garnies d'or, au chef cousu de gueules chargé d'un léopard aussi d'or (d'azzurro, al palo d'argento, caricato di un'ancora di nero, accostato da due spade pure d'argento, guarnite d'oro; al capo cucito di rosso, caricato do un leopardo pure d'oro) |
|        | Saint-Loup-Terrier De gueules à la croix d'argent chargée, en pointe, d'une molette d'éperon de sable, cantonnée en chef de deux fleurs de lys d'or à l'écusson d'azur, brochant en cœur, à la colombe fondante d'argent tenant la sainte ampoule de gueules (di rosso, alla croce d'argento, caricata in punta da una rotella di sperone di nero, accantonata nel capo da due gigli d'oro, allo scudetto d'azzurro, attraversante in cuore, alla colomba d'argento, tenente nel becco la santa Ampolla di rosso) |
|        | Saint-Menges De gueules à la foi de carnation vêtue de sable (di rosso, alla fede di carnagione, vestita di nero) |
|        | Saint-Morel D'azur à la croix ancrée d'argent chargé en cœur d'une tête de lion arrachée de gueules couronnée d'or, cantonnée en chef à dextre d'une molette d'éperon, en chef à senestre de trois épi de blé liés, en pointe à dextre d'une tour ouverte du champ et en pointe à senestre d'un annelet, le tout aussi d'or (d'azzurro, alla croce ancorata d'argento, caricata in cuore di una testa di leone strappata di rosso, coronata d'oro, accantonata in capo a destra da una rotella di sperone, in capo a sinistra da tre spighe di grano legate, in punta a destra da una torre aperta del campo e in punta a sinistra da un anelletto, il tutto pure d'oro)                                                                          |
|        | Saint-Pierremont D'argent à la croix de gueules, à l'écusson aussi d'argent, brochant en cœur, au lion de sinople armé, lampassé et couronné de gueules (d'argento, alla croce di rosso, allo scudetto pure d'argento, attraversante in cuore, al leone di verde, armato, lampassato e coronato di rosso) |
|        | Sapogne-sur-Marche D'or au chevron d'azur chargé de trois quintefeuilles du champ, accompagné, en chef de deux lions affrontés aussi d'azur et en pointe d'une merlette de gueules (d'oro, allo scaglione d'azzurro, caricato di tre cinquefoglie del campo, accompagnato in capo da due leoni affrontati, pure d'azzurro, e in punta da un merlotto di rosso) |
|        | Sauville D'azur à la croix d'argent chargé en en cœur, d'un monde de gueules cerclé, cintré et croisé d'or, au chef aussi de gueules chargé de deux râteaux démanchés de six dents aussi d'or (d'azzurro, alla croce d'argento, caricata in cuore da un mondo di rosso, cerchiato, cinto e crociato d'oro; al capo pure di rosso, caricato di due rastrelli senza manico di sei denti d'oro) |
|        | Savigny-sur-Aisne Gironnée d'azur et d'or de douze pièces à l'écusson de gueules brochant en abîme sur le tout, chargé d'un sanglier cousu de sable soutenu d'une divise ondée d'argent (gheronato d'azzurro e d'oro di dodici pezzi, allo scudetto di rosso attraversante in cuore sul tutto, caricato di un cinghiale cucito di nero, sostenuto da una divisa ondata d'argento) |
|        | Sécheval De sinople à une gerbe composée de huit roseaux-massues d'argent et de dix joncs de sable alternés, liés aussi d'argent (di verde, al covone composto da otto canne a bastone d'argento e dieci giunchi di nero alternati, legati pure d'argento) |
|        | Sedan D'argent à un chêne de sinople englanté d'or, posé sur une terrasse aussi de sinople et traversé au pied d'un sanglier de sable armé d'argent, le boutoir (le groin) de gueules (d'argento, alla quercia di verde, ghiandifera d'oro, posta su una terrazza pure di verde e attraversata alla base da un cinghiale di nero, difeso d'argento, col grugno di rosso) |
|        | Signy-l'Abbaye D'azur à la lettre S capitale d'argent accompagnée de trois roses du même (d'azzurro, alla lettera S maiuscola d'argento, accompagnata da tre rose dello stesso) |
|        | Signy-le-Petit D'or à la bande de gueules chargé de trois alérions d'argent (d'oro, alla banda di rosso, caricata di tre alerioni d'argento) |
|        | Signy-Montlibert Mi-coupé : au 1) écartelé en sautoir d'argent et de sinople à la lettre S capitale du même en chef, au 2) écartelé en sautoir de sinople et d'argent à la lettre M capitale du même en pointe ; à la croisette recroisetée d'or brochant en cœur sur la partition (semipartito: nel 1º inquartato in decuse d'argento e di verde, alla lettera maiuscola S dello stesso nel capo; nel 2º inquartato in decusse di verde e d'argento, alla lettera maiuscola M dello stesso in punta; alla crocetta ricrociata d'oro attraversante sulla partizione) |
|        | Sorbon D'azur à la roue de six rayons d'or (d'azzurro, alla ruota di sei raggi d'oro) |
|        | Stonne De gueules au mont d'or mouvant de la pointe, sommé d'une tour donjonnée du même ouverte et ajourée du champ, accostée de deux épées d'argent garnies aussi d'or, au chef de beffroi d'une tire de trois cloches (di rosso, al monte d'oro, movente dalla punta, cimato da una torre torricellata dello stesso aperta e finestrata del campo, accostata da due spade d'argento guarnite pure d'oro; al capo di gran vaio di una file di tre campanelle) |
|        | Sy Parti : au 1) d'or aux trois feuilles de houx d'azur surmontées d'un croissant de gueules, au 2) d'azur à la tour donjonnée d'or ouverte du champ, surmontée d'une fleurs de lys d'argent (partito: nel 1º d'oro, a tre foglie d'agrifoglio d'azzurro, sormontate da un crescente di rosso; nel 2º d'azzurro, alla torre torricellata d'oro, aperta del campo, sormontata da un giglio d'argento) |
|        | Tarzy Parti : au 1) d'azur au lion de sable, au 2) mi parti échiqueté d'azur et d'or, le tout sommé d'une chef d'or chargé d'une bande de gueules (partito: nel 1º d'azzurro, al leone di nero; nel 2º scaccato di quattro tiri e sei file d'azzurro e d'oro; il tutto cimato da un capo d'oro, alla banda di rosso) |
|        | Tétaigne Coupé ondé : au 1) d'azur aux trois roses d'argent, au 2) de gueules à la crosse d'argent accostée de deux croisettes recroisetées au pied fiché d'or (troncato ondato: nel 1º d'azzurro, a tre rose d'argento; nel 2º di rosso, al pastorale d'argento, accostato da due crocette ricrocettate dal piede fitto d'oro) |
|        | Thelonne De sinople au chef pal d'or chargé, en chef, de trois tourteaux de gueules et en cœur, d'un fuseau du même embobiné d'argent, accosté de deux colombes affrontées du même (di verde, al capo-palo d'oro, caricato, in capo, da tre torte di rosso e, in cuore, da un fuso dello stesso, bobinato d'argento, accostato da due colombe affrontate dello stesso) |
|        | Thilay Écartelé : au 1) d'azur aux trois fleurs de lys d'or, au bâton péri en bande de gueules en abîme, au 2) d'argent à la tour de sable ouverte, ajourée et maçonnée du champ, au 3) d'argent à l'enclume de sable, au 4) d'azur à la crosse d'or senestrée d'une clef à deux pannetons contournée du même (inquartato: nel 1º d'azzurro, a tre gigli d'oro, al bastone scorciato in sbarra di rosso in cuore; nel 2º d'argento, alla torre di nero aperta, finestrata e murata del campo; nel 3º d'argento, all'incudine di nero; nel 4º d'azzurro, al pastorale d'oro sinistrato da una chiave a due congegni rivoltata dello stesso) |
|        | Thugny-Trugny Écartelé : au 1) de gueules à la jumelle ondée d'argent en bande accompagné de deux étoiles d'or, au 2) d'azur à la tour crénelée de quatre pièces d'argent ouverte et ajourée du champ, au 3) de sable au cyclamor d'argent, au 4) de gueules au sautoir d'or (inquartato: nel 1º di rosso, alla gemella ondata d'argento in banda, accompagnata da due stelle d'oro; nel 2º d'azzurro, alla torre merlata di quattro pezzi d'argento, aperta e finestrata del campo; nel 3º di nero, al ciclamoro d'argento; nel 4º di rosso, alla croce di Sant'Andrea d'oro) |
|        | Toges De sinople au chevron d'or côtoyée de deux allumettes d'argent flambant aussi d'or et accompagné d'un panier d'osier du même en pointe, au chef d'or chargé d'une fasce de gueules (di verde, allo scaglione d'oro accostato da due fiammiferi d'argento, infiammati pure d'oro, e accompagnato da un paniere di vimini dello stesso in punta; al capo d'oro, caricato da una fascia di rosso) |
|        | Touligny D'or à la tête de lion arrachée de gueules accompagnée de trois fleurs de lys au pied nourri du même, au chef denché d'azur (d'oro, alla testa di leone strappata di rosso, accompagnata da tre gigli dal pie' nodrito dello stesso; al capo dentato d'azzurro) |
|        | Tourcelles-Chaumont De gueules à la bande d'argent chargée en cœur d'une merlette de sable posée à plomb accompagnée de deux coquilles du champ, la dite bande accompagnée, en chef d'un râteau démanché de six dents d'or, et en pointe d'une étoile du même (di rosso, alla banda d'argento, caricata in cuore da un merlotto di nero, posto a piombo, e accompagnato da due conchiglie del campo, la detta banda accompagnata, in capo da un rastrello senza manico di sei denti d'oro, e in punta da una stella dello stesso) |
|        | Tournes Tranché au 1) d'argent au lion de sable armé et lampassé de gueules au 2) d'azur à la tour d'argent, ouverte de sable, donjonnée d'un beffroi carré aussi d'argent, plus petit, raccordé par deux consoles d'échauguette du même, ajouré de deux baies aussi de sable, auventé et couvert en croupe (trinciato: nel 1º d'argento, al leone di nero, armato e lampassato di rosso; nel 2º d'azzurro, alla torre d'argento, aperta di nero, torricellata di una torre di difesa quadrata pure d'argento, più piccola, raccordata da due torrette di vedetta dello stesso, finestrata di due pezzi pure di nero, coperta d'oro) |
|        | Tourteron Palé d'or et d'azur de six pièces, au chef de gueules chargé de trois hydres aussi d'or (palato d'oro e d'azzurro; al capo di rosso, caricato di tre idre pure d'oro) |
|        | Tremblois-lès-Carignan De gueules à la bande d'argent chargée de trois feuilles de tremble de sinople, accompagnée en chef d'un croix recroisetée d'or et en pointe d'un annelet du même (di rosso, alla banda d'argento, caricata di tre foglie di pioppo tremulo di verde, accompagnata in capo da una crocetta ricrociata d'oro e in punta da un anelletto dello stesso) |
|        | Tremblois-lès-Rocroi D'azur au chevronnel accompagné, en chef, de deux bouquets de trois épis de blé liés et en pointe d'un besant, le tout d'or, au chef cousu de gueules chargé d'un lévrier d'argent colleté du champ (d'azzurro, allo scaglionetto accompagnato, in capo, da due mazzi di tre spighe di grano legati e, in punta, da un bisante, il tutto d'oro; al capo cucito di rosso, caricato di un levriere d'argento, collarinato del campo) |
|        | Vaux-lès-Mouzon Coupé au 1) d'azur à la bande cousue de sable chargée d'une bande d'argent surchargée d'une merlette aussi de sable posée à plomb, au 2) de gueules à la crosse d'argent accostée de deux croisettées au pied fiché d'or (troncato: nel 1º d'azzurro, alla banda cucita di nero, caricata di una banda d'argento, sovraccaricata da un merlotto pure di nero posto a piombo; nel 2º di rosso, al pastorale d'argento, accostato da due crocette dal pie' fitto d'oro) |
|        | Verpel Palé d'or et d'azur au chef de gueules chargé de trois fleurs de lys aussi d'or (palato d'oro e d'azzurro; al capo di rosso, caricato di tre gigli pure d'oro) |
|        | Verrières De gueules au chef d'argent chargé de trois annelets du champ accostés de quatre mouchetures d'hermine de sable (di rosso, al capo d'argento, caricato di tre anelletti del campo, alternati a quattro moscature d'armellino di nero) |
|        | Villers-Cernay D'or à la bande de sinople chargée d'une épée d'argent garnie du champ, accompagnée en chef de deux crosses de gueules passées en sautoir et en pointe d'une fasce échiquetée d'argent et de gueules de trois tires (d'oro, alla banda di verde, caricata da una spada d'argento, guarnita del campo, accompagnata in capo da due pastorali di rosso, passati in decusse, e in punta da una fascia scaccata d'argento e di rosso di tre file) |
|        | Villers-sur-Bar D'or au chevron renversé de gueules accompagné en chef d'une croisette d'azur et en pointe de deux roues de moulin de sable, à la champagne ondée d'azur brochant sur la pointe du chevron (d'oro, allo scaglione rovesciato di rosso, accompagnato in capo da una crocetta d'azzurro e in punta da due ruote di mulino di nero; alla campagna ondata d'azzurro, attraversante sulla punta dello scaglione) |
|        | Vireux-Molhain parti : au1) d'argent aux trois fasces de gueules, au 2) d'azur à la vierge d'argent couronné d'or, portant sur son bras senestre l'enfant aussi d'argent couronné aussi d'or et brandissant de sa dextre un sceptre du même (partito: nel 1º d'argento, a tre fasce di rosso; nel 2º d'azzurro, alla Vergine d'argento, coronata d'oro, portante sul braccio sinistro il Bambino pure d'argento coronato, pure d'oro e tenente con la destra uno scettro dello stesso) |
|        | Vireux-Wallerand D'azur au chevron d'or accompagné, en chef de deux étriers d'argent et en pointe d'un trèfle du même (d'azzurro, allo scaglione d'oro, accompagnato in capo da due staffe d'argento, e in punta da un trifoglio dello stesso) |
|        | Voncq De gueules aux cinq annelets d'or ordonnés en sautoir (di rosso, a cinque anelletti d'oro, ordinati in decusse) |
|        | Vouziers De gueules à la gerbe de blé d'or accompagnée de huit étoiles du même (di rosso, al covone d'oro, accompagnato da otto stelle dello stesso poste in orlo 3, 2, 2, 1) |
|        | Vrigne-Meuse Parti : au 1) de gueules à la bande d'argent, au 2) d'azur à la barre d'argent ; à la colombe d'argent volant en descendant en barre brochant en chef sur la partition (partito: nel 1º di rosso, alla banda d'argento; nel 2º d'azzurro, alla sbarra d'argento; alla colomba d'argento volante verso il basso, attraversante in capo sulla partizione) |
|        | Wadelincourt De sinople à la fasce ondée d'argent, à la bande de gueules brochant sur le tout, chargée d'une épée franque aussi d'argent garnie d'or, pointe en bas, et accompagnée de deux quatrefeuilles du même percées (di vetrde, alla fascia ondata d'argento, alla banda di rosso attraversante sul tutto, caricata da una spada franca pure d'argento, guarnita d'oro, con la punta in basso, e accompagnata da due quattrofoglie forate dello stesso) |
|        | Warcq De gueules à la lettre W capitale d'or surmontée de deux râteaux démanchés du même (di rosso, alla lettera W maiuscola d'oro, sormontata da due rastrelli senza manico dello stesso) |
|        | Wasigny Écartelé : au1) et 4) d'argent au loup courant de sable, au 2) et 3) d'azur à la gerbe de blé d'or (inquartato: nel 1º e 4º al lupo corrente di nero; nel 2º e 3º d'azzurro, al covone di grano d'oro) |
|        | Williers De sinople à la barre d'argent accompagnée, en chef d'une tour d'or ouverte et ajourée du champ et en pointe d'un besant du même (di verde, alla sbarra d'argento, accompagnata in capo da una torre d'oro aperta e finestrata del campo e in punta da un bisante dello stesso) |
|        | Yoncq De sinople au pairle d'argent accompagné en chef d'une roue de moulin d'or, au cerf contourné d'or courant, brochant en pointe sur le pairle (di verde, alla pergola d'argento, accompagnata in capo da una ruota di mulino d'oro, al cervo rivoltato d'oro corrente, attraversante in punta sulla pergola) |